# As Loucuras de Brooklyn
The Brooklyn Follies é um romance de autoria de Paul Auster, publicado em 2006.
Tem como pano de fundo as polémicas eleições norte-americanas de 2000. Este romance conta-nos a história de Nathan e do seu sobrinho Tom. Divorciado e afastado da sua única filha, Nathan procura apenas a solidão e o anonimato. Por seu lado, o atormentado Tom está a fugir da sua, em tempos, promissora carreira académica e da vida em geral.
Acidentalmente, acabam ambos a viver no mesmo subúrbio de Brooklyn, e juntos descobrem inesperadamente uma comunidade que pulsa de vida e oferece uma súbita e imprevisível possibilidade de redenção.
Sob a égide de Walt Whitman, desfila neste livro toda a dimensão e multiplicidade de Brooklyn: as personagens típicas de bairro, drag queens, intelectuais frustrados, empregadas de cafés decadentes, a burguesia urbana, tudo isto sob o olhar característico de Auster, para além dos romances mais improváveis, como o casamento entre uma actriz pornográfica e um fanático religioso.